# Oberösterreichische Nachrichten

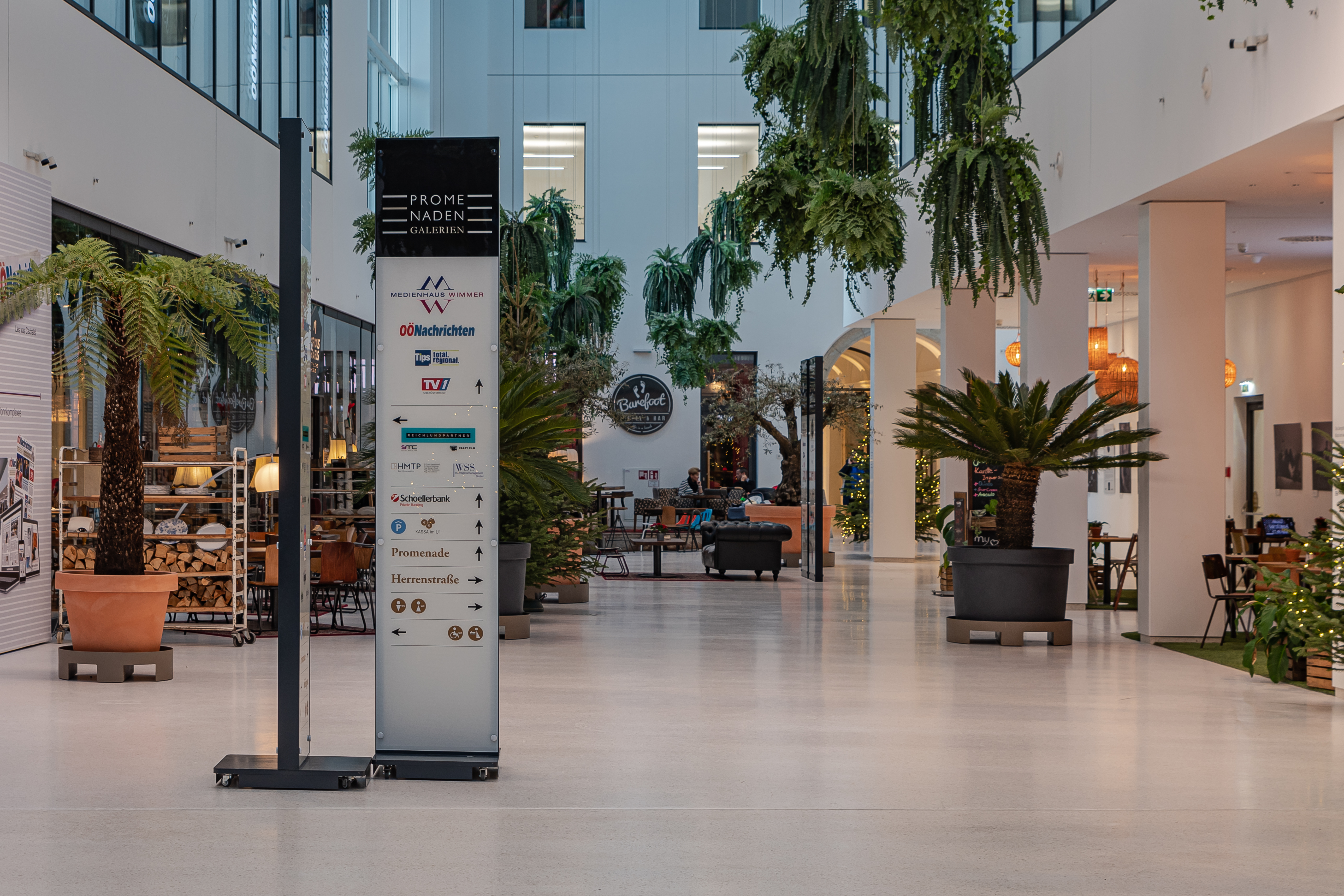
Promenaden Galerien, Linz

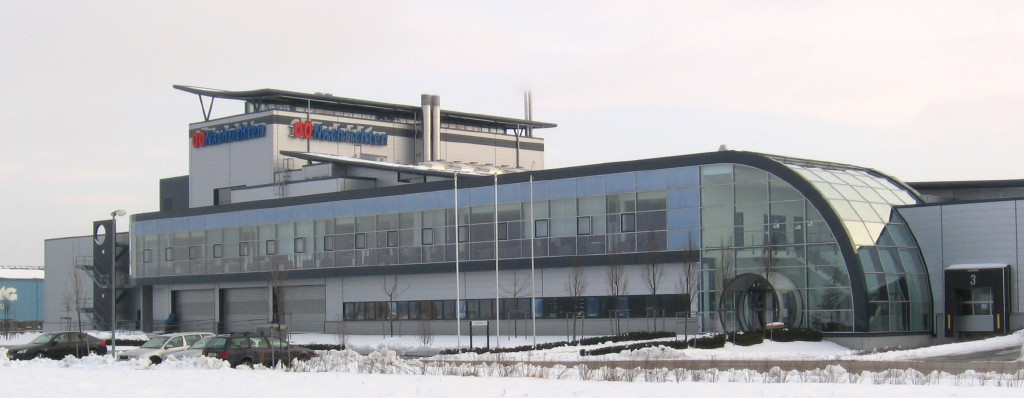
OÖN-Druckzentrum in Pasching

Das Blatt Oberösterreichische Nachrichten (OÖN oder OÖNachrichten) ist eine regionale Tageszeitung in Oberösterreich mit Sitz in den Linzer Promenaden Galerien. Die OÖN gehören ebenso wie die Regionalzeitung Tips zu den wichtigsten Marken der Wimmer-Medien-Gruppe.
Die OÖN hat einen starken Regionalbezug und erscheint überwiegend in vier Büchern – Politik, Wirtschaft & Sport, Kultur & Leben, Oberösterreich (mit Lokalteil) –, wobei der Lokalteil in sechs verschiedenen Regionen Oberösterreichs variiert. So gibt es für Linz, Wels, Steyr, das Salzkammergut, das Innviertel und das Mühlviertel innerhalb des Oberösterreich-Teils eigene Lokalausgaben, in denen auf drei bis sechs Seiten lokale Information geboten wird.
In der Wochenendausgabe finden sich aktuelle redaktionelle Themen aus den Bereichen Karriere & Bildung, Motor & Technik, Immobilien & Wohnen und Magazin & Reise. Die Lokalausgaben entfallen.
Die OÖN sind Genossenschafter der Austria Presse Agentur. Sie erscheint im Berliner Format.

## Geschichte
Die OÖN erschien erstmals am 11. Juni 1945 auf Initiative der amerikanischen Besatzungsmacht, die auch für die Erstausgabe der Salzburger Nachrichten (7. Juni 1945), der Tiroler Tageszeitung (21. Juni 1945) und des Wiener Kuriers (27. August 1945) verantwortlich war. Gedruckt wurde in den ehemaligen Räumen der Tages-Post, erster Geschäftsführer war Hans Behrmann. Ab 6. Oktober 1945 fungierte die „Demokratischen Druck- und Verlagsgesellschaft“ als unabhängiger Herausgeber der Oberösterreichischen Nachrichten. Am 8. Oktober 1945 durften auch andere Zeitungen wie das Tagblatt und das Volksblatt wieder erscheinen.
Von sechs Gesellschaftern der Oberösterreichischen Nachrichten ging 1952 der spätere Nationalratspräsident Alfred Maleta als Alleineigentümer hervor. Mit dem 1. Jänner 1955 fusionierte die Zeitung mit der seit 1865 erschienenen Tages-Post. An der nun gebildeten Gesellschaft hielten Alfred Maleta 26 % und die Nachkommen der früheren Linzer Druckerfamilie Wimmer 74 % (sie hatten 1953/54 auch die Tages-Post herausgegeben).
1986 verkaufte Alfred Maleta seine Anteile und das Unternehmen befindet sich seither zu 100 % in Familienbesitz. Danach führte Rudolf Andreas Cuturi, ein Nachkomme des Firmengründers Josef Wimmer, die Zeitung als Herausgeber. Anfang 2019 übernahmen seine Söhne Gino Cuturi, Paolo Cuturi und Lorenz Cuturi als Geschäftsführer die Leitung.
Seit 1. Januar 2021 ist Susanne Dickstein Chefredakteurin. Ihre Stellvertreter sind Wolfgang Braun, Dietmar Mascher und Thomas Arnoldner (CvD). Der ehemalige Chefredakteur der OÖN (2003–2020), Gerald Mandlbauer, ist als Chefkommentator Teil der Chefredaktion.

## Auflage und Reichweite
Die verkaufte Auflage lag im Jahresschnitt 2024 bei durchschnittlich 92.386 Exemplaren (davon 18.365 Stück ePaper).
Laut Arbeitsgemeinschaft Media-Analysen MA 2024 haben die OÖNachrichten österreichweit im Schnitt 357.000 Leser pro Ausgabe (Mo–Sa). Dies entspricht einer auf ganz Österreich bezogenen Reichweite von 4,6 %.
In Kern-Bundesland Oberösterreich erreichen die OÖNachrichten täglich 315.000 Leserinnen und Leser (Reichweite: 24,5 %). Somit sind die OÖNachrichten in Oberösterreich die am meisten gelesene Tageszeitung. Die am Wochenende ausgewiesenen Daten: 353.000 Oberösterreicherinnen und Oberösterreicher (Reichweite: 27,4 %) lesen am Wochenende die OÖNachrichten, österreichweit konnten 415.000 Leserinnen und Leser (Reichweite: 5,3 %) erreicht werden.
Gemäß Österreichischer Webanalyse (ÖWA) erreicht das Online-Angebot der OÖN im März 2025 ca. 1,93 Mio. Unique User, 2,43 Mio. Unique Clients, 10,64 Mio. Visits und 31,9 Mio. Page Impressions.

## Beilagen
Unter der Woche liegen den OÖN folgende Beilagen bei: Fußball-Unterhaus (montags), Immobilienmagazin (dienstags, vierzehntäglich), Gesundheit (mittwochs) und Freizeitmagazin (freitags). Als Supplement liegt darüber hinaus donnerstags das Fernsehmagazin tele bei.
Am 15. Jänner 2009 erschien erstmals eine Kombination OÖN mit Braunauer Warte am Inn bzw. Rieder Volkszeitung und Schärdinger Volkszeitung. Dies soll den Wegfall der ab Jänner 2009 nur noch sonntags herausgegebenen Oberösterreichischen Rundschau mit Dezember 2008 ausgleichen.
Am 23. März 2013 lag den OÖNachrichten erstmals die Wirtschaftszeitung Pegasus bei. Diese Sonderbeilage wird mehrmals pro Jahr von der OÖN-Wirtschaftsredaktion geschrieben.
Am 3. Mai 2014 erschien erstmals die Beilage Hoamatland, ein auf regionale Lebensart, Genuss und Tradition ausgerichtetes Magazin, das viermal im Jahr erscheint.

## Online-Angebote
Die OÖNachrichten erscheinen online auf nachrichten.at. Am 9. November 1995 ging nachrichten.at unter dem Namen „OÖ Online“ als eines der ersten österreichischen Medien-Portale ins Netz. 2010 wurde die erste iPad-App veröffentlicht, die das ePaper der OÖN und Inhalte der Website als eine der ersten Zeitungen Österreichs auf das Tablet brachte.
Am 24. September 2014 gingen die OÖN mit einem eigenen Immobilien-Portal online, das sich ausschließlich mit dem oberösterreichischen Immobilienmarkt beschäftigt. 
Im August 2015 starteten die OÖN mit dem neuen Online-Veranstaltungskalender „wasistlos.at“ für ganz Oberösterreich. Gemeinden, Vereine und natürliche Personen haben dort auch die Möglichkeit, ihre Veranstaltungen auf wasistlos.at zu veröffentlichen, und man kann sie erstmals selbst über ein Formular eintragen. 
wirtrauern.at heißt das Trauerportal der Oberösterreichischen Nachrichten, das am 6. Oktober 2016 gelauncht wurde. Auf dieser Seite findet man Trauerfälle aus ganz Oberösterreich. Neben den aktuellen Kondolenzen gibt es auch eigene Gedenkseiten für Verstorbene, die Möglichkeit, online zu kondolieren oder eine Kerze für jemanden anzuzünden und so Anteilnahme auszudrücken. Darüber hinaus findet man einen Ratgeber, was nach einem Sterbefall zu tun ist und die redaktionellen Nachrufe, die in der Printausgabe der OÖNachrichten erschienen sind.
Seit 11. November 2016 gibt es für den Bereich „Karriere & Bildung“ eine eigene Online-Plattform auf karriere.nachrichten.at. Eine neue Job-Suchmaschine verbindet sich dort mit den redaktionellen Inhalten der OÖN-Wirtschaftsredaktion.
Seit 2019 gibt es ein eigenes Online-Abo-Modell „OÖNplus“.
Seit Juni 2024 sendet das Digitalradio „OÖNow“ online und via DAB+ landesweit.

## Blattlinie
Im Impressum der OÖN heißt es:

„Die Oberösterreichischen Nachrichten sind eine überparteiliche und unabhängige Tageszeitung. Sie bekennen sich zur pluralistischen Gesellschaftsordnung der parlamentarischen Demokratie, zu den Prinzipien der sozialen Marktwirtschaft sowie zur Integration Europas und fühlen sich den Menschenrechten verpflichtet.“